# Гулиев, Расул Байрам оглы
Расул Байрам оглы Гулиев (азерб. Rəsul Bayram oğlu Quliyev; 20 декабря 1947) — азербайджанский государственный деятель, спикер Национального собрания Азербайджана (1993—1996), в настоящий момент оппозиционер.

## Биография
Гулиев Расул Байрам оглы родился 10 декабря 1947 года в деревне Газанчи Джульфинского района Нахичеванской Автономной Республики. Отец Байрам Гулиев работал на должности бухгалтера. Мать Муневвер Гулиева была многодетной матерью и занималась домашним хозяйством.
Расул в 9 лет потерял отца. Он со своими братьями уже с детского возраста был вынужден работать, чтобы прокормить многодетную семью. Экономические трудности, выпавшие на долю простой деревенской семьи сделали его более устойчивым, выносливым и боевым. В средней школе он особенно отличается от своих сверстников хорошей учёбой и активной общественной деятельностью.
В 1965 году закончив на отлично школу он поступает в Азербайджанский Институт Нефти и Химии. В студенческие годы, у него выявились творческие наклонности, он начал писать стихи. Ряд его стихов озвучивались в радио эфирах тех времён.
Он продолжает заниматься общественно-политической деятельностью и в студенческие годы . Это и стало причиной его ареста вместе с группой студентов в 1968 году. В то же время он не был допущен к занятиям в институте, в котором проучился 3 месяца, а в личной карточке комсомола ему был выдан строгий выговор «за политические ошибки».
В 1970 году закончил Азербайджанский институт нефти и химии (ныне Азербайджанский государственный университет нефти и промышленности). Много лет работал в нефтяной промышленности, был директором Бакинского нефтеперерабатывающего завода. За способности и трудолюбие он заслуживает уважение коллектива и назначается руководством начальником установки.
В тот же год он начинает свою рабочую деятельность с должности рабочего в химическом комбинате города Сумгаит Азербайджанской Республики.
В 1974 году он поднимается на должность заместителя главного инженера, в 1980 году — главного инженера, а в 1981 году на должность директора Бакинского Нефтеперерабатывающего Завода.
В 1985 году Расул Гулиев избирается депутатом в народный совет депутатов г. Баку. Он был самым активным защитником политики гласности и перестройки, начавшейся в СССР в 1988 году.
В 1989 году он организовал на заводе впервые в Союзе выборы на альтернативной основе.
В 1990 году Расул Гулиев избирается депутатом в Верховный Совет Азербайджанской Республики.
После восстановления Азербайджаном независимости Расул Гулиев был назначен 7 декабря 1992 года президентом SOCAR, а также начальником главного управления по обработке нефти и газа.
С мая по ноябрь 1993 года Расул Гулиев работает на должности заместителя премьер министра Азербайджана.
С ноября 1993 года по сентябрь 1996 года был председателем Милли Меджлиса Азербайджана.
В 1995 году Расул Гулиев вновь избирается членом Милли Меджлиса и председателем Парламента Азербайджана.
В 1996 году подал в отставку в знак протеста против политики президента Гейдара Алиева. С тех пор проживает в эмиграции в Соединённых Штатах Америки.
Книга «Нефть и политика», над которой Расул Гулиев работал в 1996 году выходит в печать в США на английском языке в феврале 1997 года. Тогдашний директор фонда Карнеги, а после заместитель секретаря государственного департамента Дэвид Кремер организовывает презентацию книги в фонде. После проведения ряда эффективных встреч с компетентными представителями Белого дома, репутация Расула Гулиева начинает подниматься день со днём.
Вслед за этим выходят в печать следующие книги, написанные Расулом Гулиевым против диктатуры: «Дорога, ведущая к демократии», «Цель нашей борьбы», «Лицом к лицу с диктатором».
Несмотря на трудности жизни эмигранта, он ни на миг не останавливал борьбу за демократизацию в Азербайджане. В период жизни в США он проводил встречи с представителями правительства и с членами парламента более 200 стран мира и высказывал свои мысли. Он проводил так же несколько раз конфрансы на тему: «Во имя Демократии в Азербайджане» с участием азербайджанцев, живущих в Азербайджане.
В 2005 году самолёт, в котором Расул Гулиев летел в Азербайджан, был вынужденно приземлён в городе Симферополь, на Украине, сам же Расул Гулиев был арестован. Под давлением США и влиятельных международных организаций по истечении трёх дней он был отпущен на свободу.
В 2011 году Международный Суд Страсбурга принял решение о победе Расула Гулиева в парламентских выборах, проведённых в 2005 году в Азербайджане.